# Bernard Balastre
Bernard Balastre, né le 29 août 1937 à Brest et mort le 3 août 2018 à Mandelieu-la-Napoule,, est un athlète français, spécialiste du saut à la perche.

## Palmarès
- 28 sélections en Équipe de France A
- 3 sélections en Équipe de France Jeunes
- Il remporte trois titres de champion de France du saut à la perche en 1959, en 1960 et en 1961.
- Il améliore à deux reprises le record de France de la discipline, le portant à 4,42 m en 1961, et à 4,48 m en 1962.
- Il se classe troisième des Universiades d'été de 1959 et de 1963.

## Records
| Épreuve          | Performance | Lieu | Date |
| ---------------- | ----------- | ---- | ---- |
| Saut à la perche | 4,50 m      |      | 1962 |